# ORP Czajka (1935)
ORP Czajka – polski trałowiec redowy typu Jaskółka z okresu międzywojennego i II wojny światowej, oryginalnie klasyfikowany jako minowiec. Po wojnie kontynuował służbę w Marynarce Wojennej, od 1949 roku jako dozorowiec D-45.

## Historia

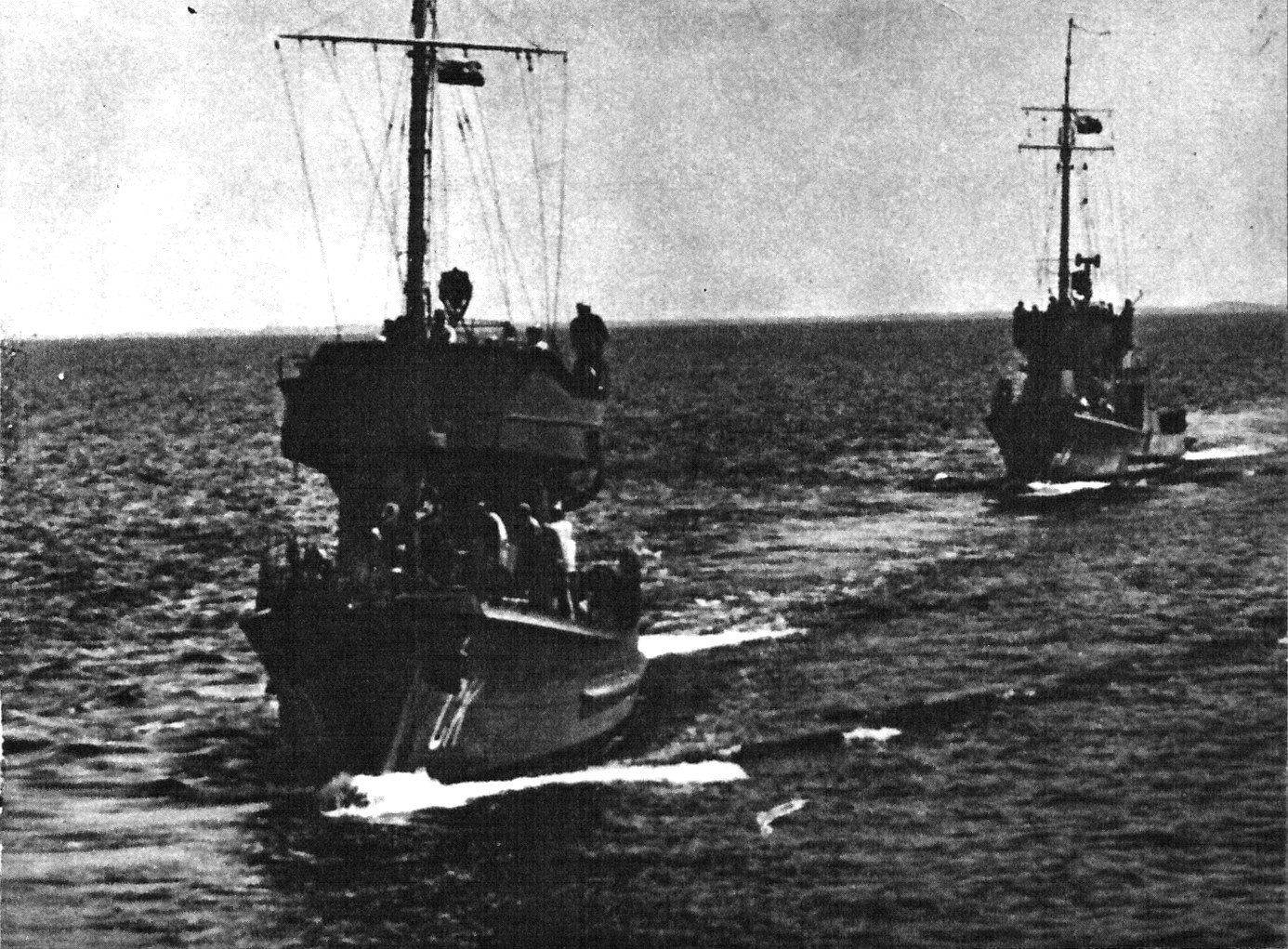
„Czajka” i „Mewa” w służbie powojennej.

Zbudowany  w Stoczni Rzecznej w Modlinie. Wodowanie: 10 kwietnia 1935, podniesienie bandery: 10 lutego 1936. Był drugim okrętem Polskiej Marynarki Wojennej o tej nazwie. Nosił znak burtowy: C.
Okręt uczestniczył w kampanii wrześniowej 1939 jako okręt flagowy Dywizjonu Minowców, dowodzony przez kpt. mar. Aleksego Czerwińskiego. 1 września 1939, razem z pozostałymi trałowcami Dywizjonu, wziął udział w odpieraniu zmasowanego nalotu niemieckich bombowców  koło Helu. Okręt następnie wraz z resztą Dywizjonu stacjonował w porcie w Jastarni. 11, 12 i 14 września okręt wspierał ogniem artylerii polskie pozycje Lądowej Obrony Wybrzeża, a w nocy 13 września przeprowadził operację minowania. 14 września 1939 podczas nalotu na Jastarnię, "Czajka" odniosła niewielkie uszkodzenia, po czym przeszła na Hel, gdzie opuszczono banderę, a załoga okrętu dołączyła do obrony lądowej.
Po kapitulacji Helu 2 października 1939, okręt został zdobyty w porcie przez Niemców. Następnie, "Czajka" została wcielona do niemieckiej marynarki (Kriegsmarine) pod nazwą "Westerplatte". Służyła tam początkowo jako trałowiec, potem jako okręt pomocniczy. Od sierpnia 1943 okręt służył jako poławiacz torped (Torpedofangboot) z oznaczeniem: TFA 11. Przetrwał wojnę i razem z 3 innymi dawnymi polskimi trałowcami (ORP Mewa, ORP Żuraw, ORP Rybitwa) wszedł w skład rezerwowego zespołu niemieckiej służby trałowej. Okręty te zostały następnie odnalezione przez władze polskie w  Travemünde i rewindykowane. 25 stycznia 1946 jeszcze w Travemünde okręt podniósł ponownie polską banderę i przywrócono mu nazwę ORP "Czajka".
Po uzbrojeniu i wyposażeniu w Kilonii, 12 marca 1946 "Czajka" z pozostałymi trałowcami powróciła do Gdyni, gdzie zostały wcielone do Flotylli Trałowców, tworząc 1. dywizjon. Okręt nosił wówczas znak burtowy: CJ,  zmieniony później na: CK. Od 1 czerwca 1947 roku okręt wszedł w skład Szczecińskiego Obszaru Nadmorskiego, gdzie pełnił służbę jako trałowiec.
W lipcu 1949 roku po rozwiązaniu Szczecińskiego Obszaru Nadmorskiego "Czajka" została przebazowana do Gdyni, gdzie została przeklasyfikowana na dozorowiec o nazwie D-45 i wcielona do 2. Dywizjonu Patrolowców. Zdjęto wówczas  wyposażenie trałowe, a po remoncie w 1952 zmianie uległo uzbrojenie okrętu. W 1955 D-45 wszedł w skład Dywizjonu Patrolowców i Dużych Ścigaczy w Gdyni. W 1960 znak taktyczny zmieniono na "325". Wycofany został w 1966 i przekształcony na pozbawioną napędu barkę koszarową o oznaczeniu BK-1. Pocięty na złom w Gdyni w 1977.
Kalendarium:
- kwiecień 1933 położenie stępki
- 10 kwietnia 1935 wodowanie
- 10 lutego 1936 podniesienie bandery
- 14 września opuszczenie polskiej bandery
- 2 października ? 1939 – 1945 służba w niemieckiej Kriegsmarine pod nazwą "Westerplatte"
- od połowy października 1945 w Deutsche Mineräumdienststeilung
- 25 stycznia 1946 podniesienie polskiej bandery i przywrócenie nazwy ORP Czajka.
- 1949 przeklasyfikowanie na dozorowiec D-45
- 1966 wycofanie ze służby liniowej i przekształcenie na barkę koszarową BK-1
- 1977 wycofanie i przeznaczenie do kasacji, początek złomowania w Gdyni.

## Dane techniczne
- uzbrojenie (do 1939):
  - 1 działo uniwersalne kaliber 75 mm
  - 2 karabiny maszynowe przeciwlotnicze 7,92 mm Maxim wz. 08
  - 20 min kotwicznych wz.08
  - 20 bomb głębinowych
- uzbrojenie (1946-1951):
  - 8 działek przeciwlotniczych kaliber 20 mm (jedno poczwórne i dwa podwójne)
- uzbrojenie (1952-66):
  - 1 podwójnie sprzężone działko przeciwlotnicze kaliber 37 mm
  - 1 podwójnie sprzężony wkm przeciwlotniczy kalibru 12,7 mm
  - 2 zrzutnie bomb głębinowych
- wyposażenie trałowe: 2 komplety trałów kontaktowych (do 1947)

## Zachowane elementy okrętu
2 cm Flakvierling 38 w Muzeum Marynarki Wojennej w Gdyni